# Prionyx subatratus
Prionyx subatratus är en biart som först beskrevs av R. Bohart 1958.  Prionyx subatratus ingår i släktet Prionyx och familjen grävsteklar. Inga underarter finns listade i Catalogue of Life.